# Urbano Collac
Raúl Urbano Paredes, más conocido por su nombre artístico Urbano Collac (Miraflores, Lima, 31 de diciembre de 1943), es un músico y percusionista peruano. Especializado en ritmos tropicales y música afroperuana, ha destacado como uno de los más reconocidos percusionistas del Perú a nivel nacional e internacional. A lo largo de su carrera, ha dirigido sus propias orquestas de salsa y ha colaborado con numerosos artistas de renombre. También ha incursionado en el deporte de billar a tres bandas, llegando a representar al Perú en competencias internacionales. Es apodado “Rey de las Congas” por su dominio de este instrumento y “Viajero del Mundo” debido a su versatilidad en ritmos afrodescendientes. 

## Biografía general
Urbano Collac nació el 31 de diciembre de 1943 en el distrito de Miraflores, Lima, Perú. Pasó su infancia en el distrito vecino de Surquillo, donde surgió su interés por la música
Cursó sus estudios primarios en la Gran Unidad Escolar Ricardo Palma [...] y la educación secundaria en el Colegio Militar Leoncio Prado (promoción XVI “Jorge Ciurlizza de La Guardia”) de 1959 a 1961. Posteriormente, continuó su formación académica superior en la Universidad Nacional Federico Villarreal, donde obtuvo el título de bachiller en Ciencias Sociales y Administrativas en 1971.
Paralelamente a sus estudios, Collac desarrolló desde joven una doble vocación: la música y el deporte. En los inicios de la década de 1960 aprendió de forma autodidacta diversos instrumentos de percusión, influenciado por la rica tradición musical afroperuana y caribeña. Al mismo tiempo, incursionó en el billar modalidad tres bandas, logrando afiliarse a la Federación Peruana de Billar y obteniendo reconocimientos a nivel nacional en esta disciplina. Esta combinación poco usual de músico y deportista sentaría las bases de una trayectoria marcada por la disciplina, el estudio y la versatilidad.

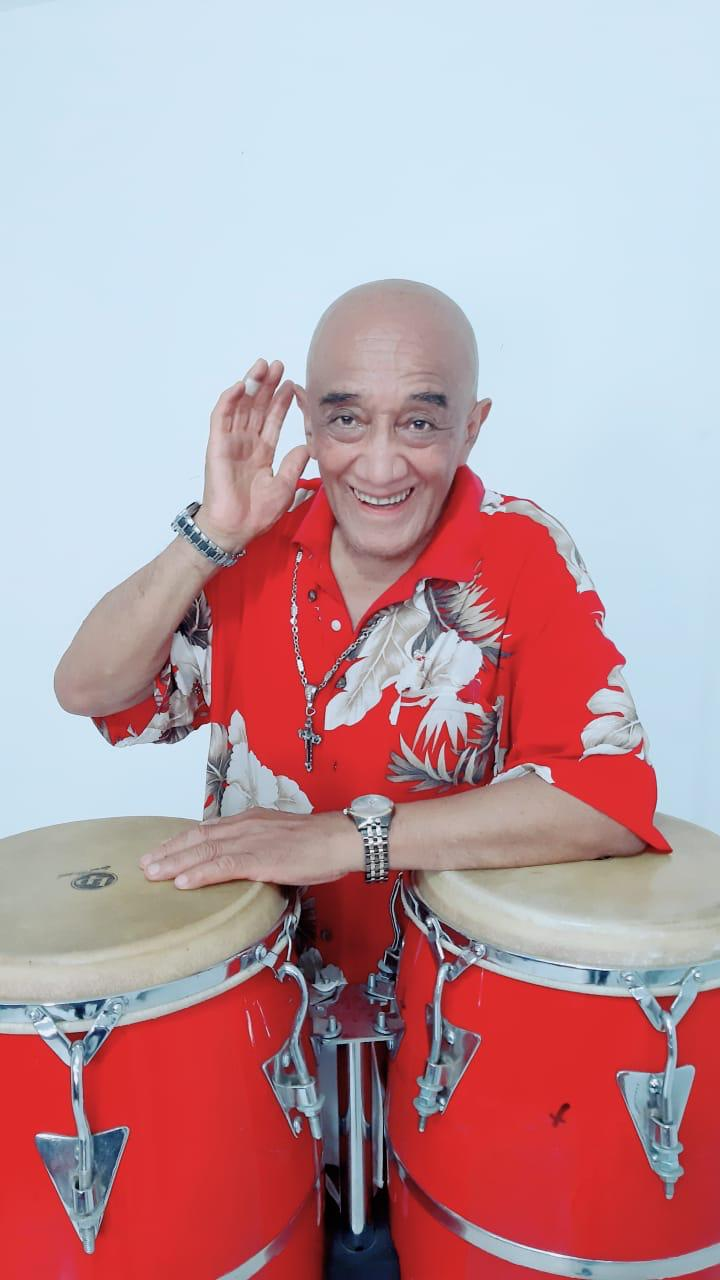

## Carrera Musical
Inicios (años 1960): La carrera musical de Urbano Collac se inició formalmente en 1963, cuando debutó como percusionista en la orquesta del maestro Augusto Cuadros. Con su talento en la ejecución de las congas, bongó y otros instrumentos de percusión, rápidamente se dio a conocer en la escena limeña. En 1964 fundó su primera orquesta propia, llamada Maracaibo, con la cual marcó el inicio de su faceta como director musical. Durante el resto de la década de 1960 integró y colaboró con diversas orquestas tropicales y de salsa, entre ellas Melodías del Mundo, la Orquesta Aranzaes, Eulogio Molina y Orquesta, La Gran Orquesta del Neptuno, La Sonora de Carlos Muñoz, La Sonora Casino de Hugo Macedo y La Sonora de Ñiko Estrada. Estas experiencias le permitieron ampliar su repertorio y consolidarse como un percusionista versátil en géneros como la salsa, cumbia, guaracha y bolero.
Consolidación en los años 1970: A comienzos de los años 70, Collac continuó diversificando su carrera musical. En 1972 se unió a la Orquesta Contemporánea de Jaime Delgado Aparicio, con la que realizó presentaciones junto a la Orquesta Sinfónica Nacional del Perú, fusionando la percusión latina con arreglos contemporáneos. En esos años también colaboró con agrupaciones como Los Pakines y Perú Salsa All Stars, además de presentarse en locales emblemáticos de Lima como “Los Mundialistas” junto a Beto Villena y su orquesta. Su trayectoria tomó proyección internacional en 1972, cuando realizó su debut en el extranjero en Ecuador, alternando escenario con Rubén Lema y Su Sonora y la Orquesta América de Guayaquil. Tras su estancia en Ecuador, regresó al Perú e integró orquestas de renombre, tocando con directores como Enrique Lynch (y su orquesta), Fredy Roland, Peter Dellis, entre otros, alrededor de 1973.
Entre 1974 y 1981, Urbano Collac fue parte del elenco musical estable de la Feria del Hogar de Lima, participando como percusionista en los multitudinarios conciertos del Gran Estelar de dicha feria, donde compartió escenario con destacadas estrellas internacionales de la salsa y música tropical. En 1975, por ejemplo, formó parte de la orquesta de los Hermanos Silva. Durante esta etapa, tuvo la oportunidad de acompañar o alternar con figuras legendarias como Rolando La Serie, Xiomara Alfaro, Carlos Argentino y grupos icónicos como La Sonora Matancera. Su habilidad para ejecutar hasta cuatro congas simultáneamente, así como tambores batá, timbales, bongós y otros instrumentos, lo establecieron como uno de los percusionistas más solicitados de la escena.
Nuevos proyectos en los años 1980: En 1980, Collac fundó su segunda orquesta, denominada La Agressiva de Urbano Collac. Con esta agrupación incursionó de lleno en la salsa dura de la época, alcanzando éxito con grabaciones como “De qué te quejas tú” y “A comer chicharrón” (esta última junto al comediante y sonero Melcochita, convertida en un hit popular). En 1982 participó en el Festival de Arte Negro en Cañete (Perú), presentándose con las congas junto al conjunto de folclor afroperuano de Teresa Palomino. Ese mismo año promovió un proyecto afroexperimental llamado Tambor Ensamble, orientado a difundir la percusión y ritmos de herencia africana. Formalmente, en 1983 Collac fundó Tambor Ensamble como agrupación dedicada a la exploración de ritmos africanos en América Latina, combinando tambores batá, congas y otros instrumentos tradicionales; el grupo debutó con presentaciones en Lima en el Teatro Felipe Pardo y Aliaga.
También en 1983, Urbano Collac realizó su primera gira internacional al frente de La Agressiva, presentándose en la Gran Feria Internacional de Arica (Chile) durante los actos por el aniversario de la independencia de ese país. Su proyección internacional continuó creciendo a mediados de los 80. En 1984 se integró a la Orquesta Internacional de Carlos Berscia, y en 1985 representó al Perú en el Congreso Internacional de Percusión Folklórica en La Habana, Cuba, donde mostró la riqueza del cajón y los ritmos afroperuanos en un contexto mundial. En 1986 recibió un reconocimiento especial de su alma mater secundaria, al ser nombrado exalumno ilustre del Colegio Militar Leoncio Prado, en mérito a su destacada trayectoria internacional tanto en la música como en el deporte de billar. Durante el periodo de 1986 a 1992, Collac llevó el Tambor Ensamble a diversos escenarios académicos y culturales, realizando presentaciones didácticas en universidades peruanas (Universidad Nacional de Ingeniería, Federico Villarreal, Universidad de Lima, Pontificia Universidad Católica del Perú) e instituciones culturales como el Instituto Cultural Peruano Soviético. En dichas presentaciones difundía el espectáculo titulado “Viaje del tambor – África”, resaltando la influencia de los ritmos africanos en el Perú y el mundo.
La reputación de Collac como percusionista trascendió fronteras en esta década, permitiéndole colaborar con artistas de diversos países. Fue invitado como percusionista a orquestas internacionales como la del chileno Dick Robert (1987) y trabajó en espectáculos musicales fuera del Perú. En 1992, encabezó la presentación inaugural del Festival de Arte Negro de Cañete con Tambor Ensamble, donde interpretó los tres tambores batá sobre el escenario. Ese mismo año amplió su experiencia internacional actuando como director musical y percusionista (en tres congas) para la cantante brasileña Silene durante la Feria Internacional de “La Chinita” en Maracaibo, Venezuela.
Etapa de los años 1990 y 2000: En la década de 1990, Urbano Collac llevó su música a los Estados Unidos. En 1996 creó una nueva orquesta, La 9na Sound, en la ciudad de Nueva York, expandiendo su propuesta musical a la comunidad latina de esa metrópoli. Con La 9na Sound alternó escenario con la famosa agrupación salsera colombiana Grupo Niche y con el sonero puertorriqueño Tito Gómez durante el Primer Festival del Folklore Afroperuano realizado en Nueva York. También participó como percusionista (especialmente en congas) en producciones musicales escénicas en EE. UU., consolidando su reputación como embajador de la música afroperuana en el exterior.
Sin descuidar su faceta deportiva, en 1999 Collac representó al Perú en el Torneo Mundial Grand Prix Millennium de billar a tres bandas, alcanzando el puesto 41 en el ranking de la Unión Mundial de Billar (UMB) durante el campeonato realizado en Las Vegas, Estados Unidos. Ya en el año 2000, de regreso en Perú, fundó la orquesta Urbano Collac & Orquesta, agrupación con la que amplió su repertorio interpretando diversos géneros musicales (salsa, latin jazz, cumbia, bolero, música criolla, entre otros) y que continúa activa en la escena musical. Con esta orquesta, Collac ha seguido acompañando a artistas contemporáneos y participando en eventos musicales nacionales.
Colaboraciones y legado: A lo largo de más de seis décadas de trayectoria, Urbano Collac ha colaborado en grabaciones y conciertos con un gran número de artistas y agrupaciones de talla internacional. Ha compartido escenario o estudio con estrellas de la música latina como la cubana Celia Cruz (conocida como “la Reina de la Salsa”), el sonero Héctor Lavoe, el cantautor puertorriqueño José Feliciano, la merenguera Olga Tañón, así como con figuras clásicas de la música hispana entre las que destacan Paloma San Basilio, Isabel Pantoja, Carmen Sevilla, Lolita y Lola Flores, Sandro de América, Raphael y Ángela Carrasco, entre muchos otros. Su versatilidad también lo llevó a colaborar con orquestas y conjuntos de distintos géneros y países: trabajó con la agrupación española La Pequeña Compañía en intercambios artísticos, con la Orquesta Céltica de Escocia explorando fusiones con ritmos celtas, y con reconocidas bandas cubanas como Los Van Van y el grupo de jazz afro-cubano Irakere. En el ámbito de la danza, participó como músico invitado del prestigioso grupo de danza FAMA de Nueva York, aportando ritmos afroperuanos a espectáculos coreográficos internacionales.

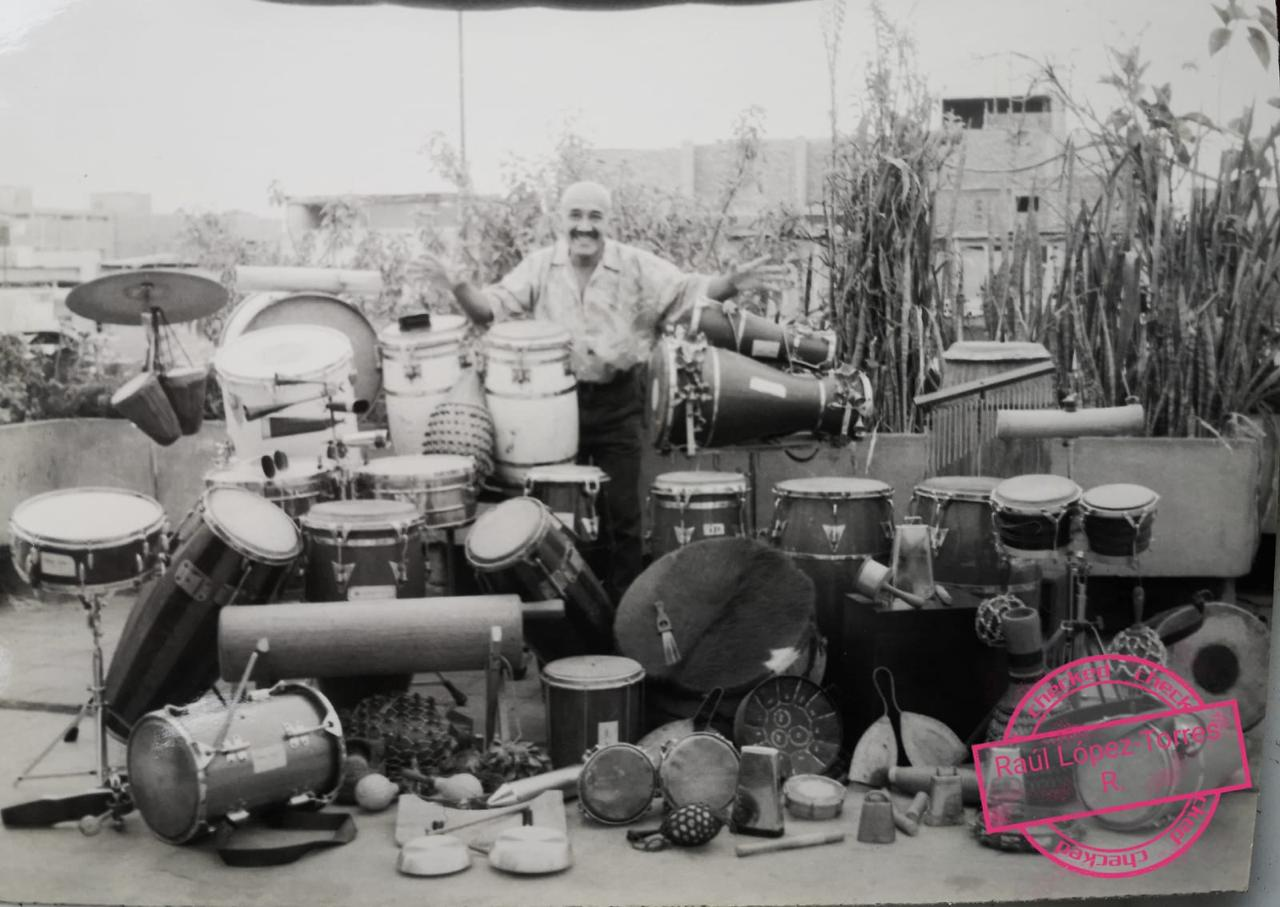

Urbano Collac es reconocido no solo por su virtuosismo técnico en la percusión (ejecutando con maestría congas, bongó, timbales, tambores batá, cajón peruano, djembé, shekeré, güiro, entre otros instrumentos), sino también por su capacidad de innovación y difusión cultural. Su labor como profesor y conferencista en ritmos afroperuanos y caribeños ha contribuido a la preservación y promoción de la herencia africana en la música peruana contemporánea. Considerado un referente de la percusión en el Perú, Collac ha dejado una huella importante en la escena musical, destacándose por integrar diversos géneros y por formar nuevas generaciones de percusionistas.

## Premios y Reconocimientos
A lo largo de su extensa trayectoria, Urbano Collac ha recibido múltiples premios, homenajes y distinciones tanto de instituciones públicas como privadas, en reconocimiento a su aporte a la música y la cultura afroperuana. 
Entre los principales reconocimientos se encuentran:
Medalla Cívica del distrito de Surquillo (2014): Otorgada por la Municipalidad de Surquillo como reconocimiento a su destacada trayectoria musical. Collac, oriundo de dicho distrito, fue homenajeado como uno de sus vecinos ilustres.
Reconocimiento de Latina Televisión (2017): Homenaje especial transmitido por el canal de televisión peruano Latina, que lo destacó como el “Rey de las Congas” por su virtuosa carrera como percusionista.
Homenaje del Sindicato de Músicos de Trujillo: Distinción otorgada por el gremio de músicos de la ciudad de Trujillo en honor a su trayectoria y contribución al desarrollo de la música tropical en el país.
Premio de Perumarks (2021): Reconocimiento entregado por la organización Perumarks, que lo incluyó entre las personalidades influyentes de la música peruana por su labor de difusión cultural.
Condecoración de Cerveza El Pacífico y Centro Cultural Okonkolo (2022): Homenaje organizado conjuntamente por la cervecería El Pacífico y el Centro Cultural Okonkolo, en el cual se resaltó su aporte a la promoción de los ritmos afrodescendientes.
Reconocimiento de JGH Salsa Perú (2023): Distinción otorgada por la comunidad JGH Salsa Perú, valorando su legado como maestro de la salsa y la percusión en el país.
Premio Pilo Salazar – Pilsen Callao (2024): Galardón presentado por la empresa cervecera Pilsen Callao en memoria del promotor musical Pilo Salazar, con el cual se honró a Urbano Collac como figura legendaria de la salsa peruana.
Estos reconocimientos, junto con muchos otros homenajes recibidos en diferentes festivales y eventos culturales, han consolidado la reputación de Urbano Collac como uno de los grandes exponentes de la percusión afroperuana. Su apodo de “Rey de las Congas” refleja el respeto y admiración que se ha ganado en el medio musical, mientras que el título de “Viajero del Mundo” alude a su incesante labor de llevar la música peruana a diversos rincones del planeta.

## Orquestas y Agrupaciones Fundadas
A continuación se presenta una lista de las principales orquestas y agrupaciones musicales fundadas o dirigidas por Urbano Collac a lo largo de su carrera:
| Orquesta/Agrupación           | Año de fundación | Descripción |
| ----------------------------- | ---------------- | --- |
| Maracaibo                     | 1964             | Primera orquesta fundada por Collac; marcó el inicio de su carrera como director musical.                                                   |
| La Agressiva de Urbano Collac | 1980             | Orquesta de salsa y música tropical de la época, con la que obtuvo éxitos populares en los años 80.                                         |
| Tambor Ensamble               | 1983             | Ensamble de percusión afroperuana y ritmos africanos, dedicado a la difusión de la herencia afrodescendiente en la música.                  |
| La 9na Sound                  | 1996             | Orquesta formada en Nueva York, enfocada en ritmos caribeños y afroperuanos para el público latino en EE. UU.                               |
| Urbano Collac & Orquesta      | 2000             | Orquesta estable de Urbano Collac en el Perú, con la que interpreta una fusión de géneros tropicales y continúa activo hasta la actualidad. |

## Discografía
Discografía: Urbano Collac ha participado en más de un centenar de producciones discográficas, principalmente como percusionista invitado en grabaciones de otros artistas y orquestas. Entre las grabaciones más destacadas de su carrera figuran los sencillos “De qué te quejas tú” y “A comer chicharrón” (1980) junto a Melcochita, así como numerosas colaboraciones en álbumes de salsa, música tropical y jazz latino a lo largo de las décadas. Si bien gran parte de su legado discográfico se encuentra disperso en colaboraciones, su contribución rítmica es reconocida en la industria musical por su calidad y autenticidad.